# Barbara La Marr
Barbara La Marr (właśc. Reatha Dale Watson; ur. 28 lipca 1896 w Yakimie, zm. 30 stycznia 1926 w Altadena) – amerykańska aktorka filmowa i scenarzystka.

## Wybrana filmografia
- 1920: Flame of Youth
- 1921: Trzej muszkieterowie jako Milady de Winter
- 1922: Romans królewski jako Antoinette de Mauban
- 1924: The Shooting of Dan McGrew jako Lou
- 1926: The Girl from Montmartre jako Emilia

## Wyróżnienia
Posiada swoją gwiazdę na Hollywoodzkiej Alei Gwiazd.